# Oregon Route 214

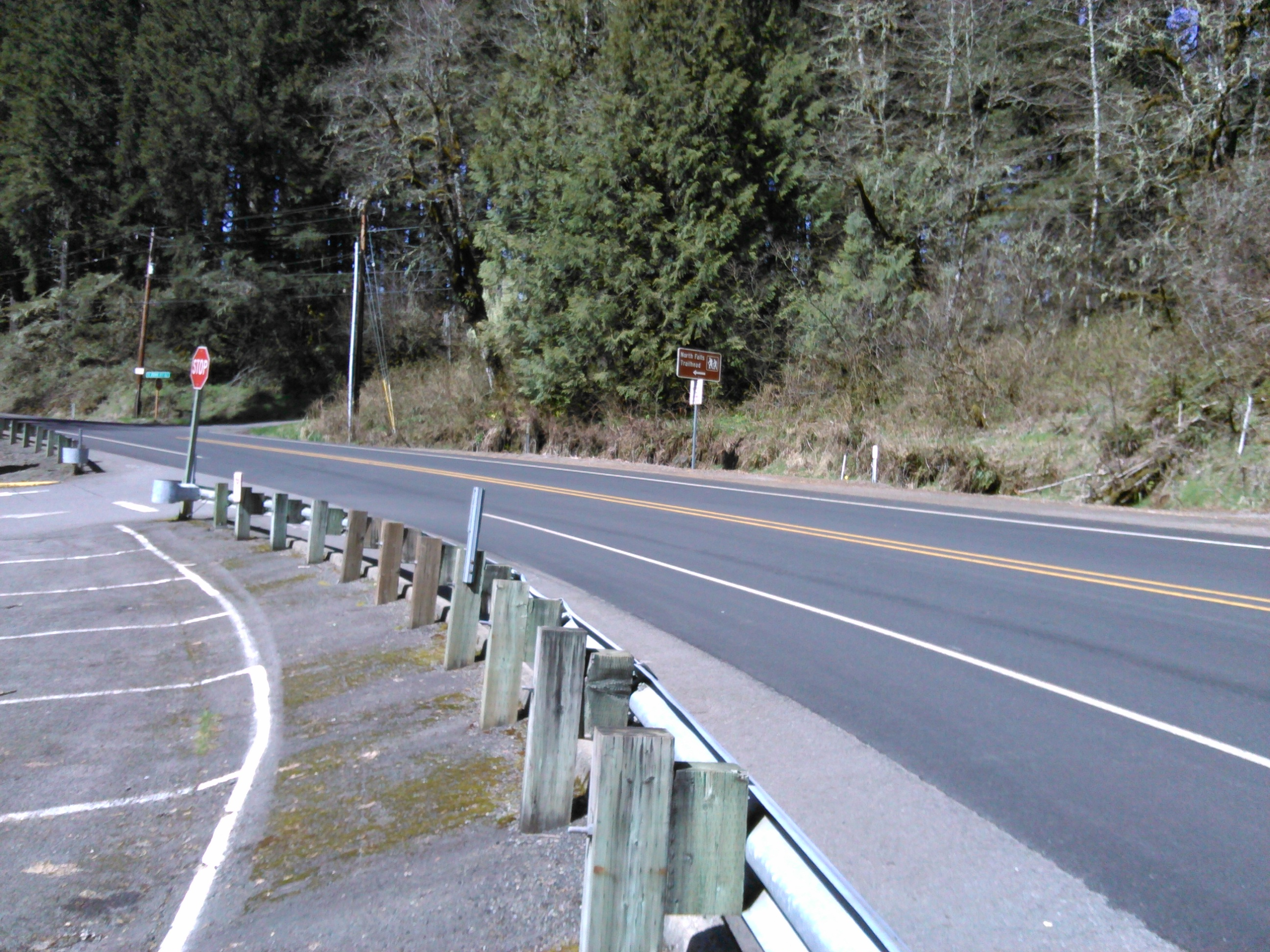
Az Ezüst-vízesési Állami Parkban futó szakasz

Az Oregon Route 214 (OR-214) egy oregoni állami országút, amely észak–déli irányban a 22-es út shaw-i kereszteződésétől az Interstate 5 woodburni csomópontjáig halad.
A szakasz Silver Creek Falls Highway No. 163 néven is ismert.

## Leírás
Az útvonal Shaw-tól nyugatra, a 22-es út hetes számú lehajtójánál indul. Egy északi félkör után újra keletre fordul, majd az Ezüst-vízesési Állami Parkon való áthaladás után egy délkeleti irányú kitérő következik. A pálya Drake Crossingnál északnyugatra halad tovább, majd Silverton elérése után Mt Angel felé veszi az irányt, ahol a városközpontban lévő kereszteződésben északkeletre folytatódik, majd északnyugat felé Woodburnbe érkezik, ahol közel két kilométeren át a 99E úttal közösen halad, majd a 211-es út elérése után nyugatra, a Mt Hood sugárútra fordul. A szakasz végül az Interstate 5 Portland irányú felhajtójához, illetve azon túl a Newberg felé futó 219-es úthoz érkezik.